# Albert King (baloncestista)
Albert King (Brooklyn, Nueva York, 17 de diciembre de 1959) es un exjugador de baloncesto estadounidense que disputó 9 temporadas de la NBA, además de un breve paso por la liga italiana y por la CBA. Con 1,98 metros de estatura, jugaba en la posición de escolta. Es el hermano menor del también exjugador profesional Bernard King.

## Trayectoria deportiva

### Universidad
Tras haber formado parte en su época de high school del prestigioso McDonald's All-American Team en 1977, Posee en la actualidad la tercera mejor marca anotadora de la historia del equipo, con 2.058 puntos. Fue nombrado en 1980 Baloncestista del Año de la ACC y MVP del torneo de la conferencia, además de ser incluido ese año y al siguiente en el mejor quinteto de la ACC. En 2002 fue incluido en el Equipo del 50 Aniversario de la ACC, que reúne a los 50 mejores jugadores de la historia de la competición. En 1980 fue también incluido en el primer equipo All-American.

### Profesional
Fue elegido en la décima posición del Draft de la NBA de 1981 por New Jersey Nets, equipo con el cual en su primera temporada poco a poco fue haciéndose un hueco en el quinteto inicial, acabando el año con 12,1 puntos y 4,1 rebotes por partido. Su segunda temporada fue la mejor como profesional, siendo el mejor anotador del equipo junto con Buck Williams, al promediar ambos 17,0 puntos, a los que añadió 5,8 rebotes y 3,7 asistencias por noche.
Jugó cuatro temporadas más con los Nets, y, aunque fue perdiendo paulatinamente protagonismo, sus estadísticas siguieron siendo buenas, promediando más de 10 puntos en tres de ellas. En la temporada 1987-88 King se convirtió en agente libre, firmando por Philadelphia 76ers, recibiendo los Nets en compensación una futura segunda ronda del draft. Con los sixers cuajó una temporada mediocre, no pasando de los 7,2 puntos y 3,0 rebotes por partido.
Al año siguiente fue traspasado a San Antonio Spurs a cambio de Pete Myers, donde se perdió buena parte de la temporada por lesión. Acabó la misma con 7,1 puntos y 3 rebotes por encuentro.
En 1989 decide ires a jugar en la Liga Italiana, fichando por el Phillips de Milán, donde permaneció durante tres meses, promediando 8,3 puntos y 2,8 rebotes, ganando ese año el título de liga. En 1991 regresa a Estados Unidos, fichando por los Albany Patroons de la CBA, donde volvió a marcar unos promedios relevantes, acabando el año con 15,3 puntos y 5,8 rebotes, en una temporada en la que el equipo llegó hasta las semifinales.
En la temporada 1991-92 firma un contrato por diez días como agente libre por Washington Bullets, donde jugará sus últimos 6 partidos como profesional, promediando 5,2 puntos y 1,8 rebotes por partido. En el total de su carrera en la NBA promedió 12,1 puntos y 4,2 rebotes por noche.

## Estadísticas de su carrera en la NBA

### Temporada regular
| Temporada | Edad | Equipo             | Liga | P   | TIT | MIN  | TC  | TCA  | %TC  | 3P  | 3PA | %3P  | TL  | TLA | %TL  | R.OF. | R.DEF. | REB | ASIS | ROB | TAP | PER | FP  | PTS  |
| 1981-82   | 22   | New Jersey Nets    | NBA  | 76  | 52  | 22.3 | 5.1 | 10.7 | .482 | 0.0 | 0.2 | .231 | 1.8 | 2.3 | .778 | 1.4   | 2.7    | 4.1 | 1.9  | 0.8 | 0.5 | 2.4 | 3.4 | 12.1 |
| 1982-83   | 23   | New Jersey Nets    | NBA  | 79  | 75  | 31.0 | 7.4 | 15.5 | .475 | 0.1 | 0.3 | .261 | 2.2 | 2.9 | .775 | 2.0   | 3.8    | 5.8 | 3.7  | 1.2 | 0.5 | 3.1 | 3.5 | 17.0 |
| 1983-84   | 24   | New Jersey Nets    | NBA  | 79  | 53  | 26.6 | 5.9 | 12.0 | .492 | 0.0 | 0.3 | .136 | 2.9 | 3.7 | .786 | 1.6   | 3.3    | 4.9 | 2.6  | 1.2 | 0.4 | 2.6 | 3.3 | 14.7 |
| 1984-85   | 25   | New Jersey Nets    | NBA  | 42  | 7   | 20.5 | 5.4 | 11.0 | .491 | 0.0 | 0.2 | .000 | 2.0 | 2.5 | .817 | 1.7   | 2.1    | 3.8 | 1.4  | 1.0 | 0.2 | 1.5 | 2.6 | 12.8 |
| 1985-86   | 26   | New Jersey Nets    | NBA  | 73  | 69  | 27.4 | 6.0 | 13.2 | .456 | 0.1 | 0.3 | .174 | 2.3 | 2.8 | .823 | 1.6   | 3.4    | 5.0 | 2.5  | 0.8 | 0.3 | 2.5 | 2.8 | 14.3 |
| 1986-87   | 27   | New Jersey Nets    | NBA  | 61  | 15  | 21.2 | 4.0 | 9.4  | .426 | 0.2 | 0.5 | .406 | 1.3 | 1.6 | .810 | 1.3   | 2.2    | 3.5 | 1.7  | 0.6 | 0.5 | 1.7 | 2.9 | 9.5  |
| 1987-88   | 28   | Philadelphia 76ers | NBA  | 72  | 44  | 22.1 | 2.9 | 7.5  | .391 | 0.2 | 0.7 | .347 | 1.1 | 1.4 | .757 | 1.0   | 2.0    | 3.0 | 1.5  | 0.5 | 0.3 | 1.3 | 3.0 | 7.2  |
| 1988-89   | 29   | San Antonio Spurs  | NBA  | 46  | 11  | 17.2 | 3.1 | 7.1  | .431 | 0.2 | 0.7 | .250 | 0.8 | 1.0 | .771 | 0.7   | 2.3    | 3.0 | 1.7  | 0.6 | 0.2 | 1.6 | 2.1 | 7.1  |
| 1991-92   | 32   | Washington Bullets | NBA  | 6   | 0   | 9.8  | 1.8 | 5.0  | .367 | 0.3 | 1.2 | .286 | 1.2 | 1.3 | .875 | 0.2   | 1.7    | 1.8 | 0.8  | 0.5 | 0.0 | 0.3 | 1.2 | 5.2  |
| Total     |      |                    | NBA  | 534 | 326 | 24.0 | 5.1 | 11.0 | .461 | 0.1 | 0.4 | .268 | 1.9 | 2.4 | .791 | 1.4   | 2.8    | 4.2 | 2.2  | 0.8 | 0.4 | 2.2 | 3.0 | 12.1 |

### Playoffs
| Temporada | Edad | Equipo          | Liga | P  | MIN | TCA | TC  | 3PA | 3P | TLA | TL | R.OF. | REB | ASIS | ROB | TAP | PER | FP | PTS | %TC  | %3P   | %FT   | MIN  | PTS  | REB | AST |
| 1981-82   | 22   | New Jersey Nets | NBA  | 2  | 58  | 18  | 33  | 0   | 0  | 4   | 5  | 3     | 8   | 6    | 5   | 1   | 5   | 8  | 40  | .545 |       | .800  | 29.0 | 20.0 | 4.0 | 3.0 |
| 1982-83   | 23   | New Jersey Nets | NBA  | 2  | 68  | 18  | 38  | 1   | 2  | 5   | 6  | 4     | 8   | 3    | 2   | 0   | 4   | 12 | 42  | .474 | .500  | .833  | 34.0 | 21.0 | 4.0 | 1.5 |
| 1983-84   | 24   | New Jersey Nets | NBA  | 11 | 295 | 53  | 128 | 0   | 2  | 32  | 46 | 25    | 58  | 25   | 10  | 4   | 23  | 32 | 138 | .414 | .000  | .696  | 26.8 | 12.5 | 5.3 | 2.3 |
| 1984-85   | 25   | New Jersey Nets | NBA  | 3  | 105 | 28  | 57  | 1   | 1  | 9   | 13 | 4     | 23  | 5    | 7   | 2   | 10  | 14 | 66  | .491 | 1.000 | .692  | 35.0 | 22.0 | 7.7 | 1.7 |
| 1985-86   | 26   | New Jersey Nets | NBA  | 3  | 98  | 18  | 42  | 1   | 4  | 4   | 4  | 8     | 13  | 10   | 2   | 1   | 5   | 15 | 41  | .429 | .250  | 1.000 | 32.7 | 13.7 | 4.3 | 3.3 |
| Total     |      |                 | NBA  | 21 | 624 | 135 | 298 | 3   | 9  | 54  | 74 | 44    | 110 | 49   | 26  | 8   | 47  | 81 | 327 | .453 | .333  | .730  | 29.7 | 15.6 | 5.2 | 2.3 |